# Eudule costigutta
Eudule costigutta là một loài bướm đêm trong họ Geometridae.